# 米哈伊尔·留明
米哈伊尔·德米特里耶维奇·留明（俄语：Михаил Дмитриевич Рюмин，1913年9月1日—1954年7月22日）是苏联国家安全部副部长、国家安全部侦讯局长，被坊间称为“血腥的侏儒”。1954年被免职逮捕处决。

## 生平
1913年，出生于库尔干州沙德里斯基区富裕的农民家庭。1931年，在家乡的集体农庄任会计师。1935年，应征入伍。1937年，任苏联水运人民委员部中央河道管理局金融部门的审计员。1941年，任伏尔加河管理规划局财务部主任。二战期间，在内务部工作。1949年，任国家安全部重要案件高级调查官。1951年，任国家安全部副部长。1953年，主持莫斯科医生集团案。1954年，被逮捕处决。